# Ani (divindade)
Ani, na mitologia etrusca, era o deus do céu, residindo na parte mais elevada dos céus e, algumas vezes, retratado com dois rostos, possivelmente identificado com o deus acadiano Anu e a divindade romana Jano.